# Longbow Finance
Longbow Finance SA è un'istituzione finanziaria svizzera costituita come società a responsabilità limitata, che fornisce servizi di gestione di portafogli finanziari e relativi servizi di contabilità a clienti selezionati con sede a Lutry, VD Svizzera.

## Storia
Il Presidente del Consiglio di Amministrazione è il finanziere svizzero Raymond J. Baer, per anni legato alla banca elvetica Julius Bär, tra i principali sponsor della Formula E.
La società è proprietaria del team di Formula 1 Sauber, acquisito nel secondo semestre del 2016 dopo la crisi che lo aveva colpito.